# Siphonopidae
Los sifonópidos (Siphonopidae) son un clado de anfibios gimnofiones. Se distribuyen por Sudamérica.

## Géneros
Se reconocen los siguientes 7 géneros que agrupan a 22 especies:
- Brasilotyphlus Taylor, 1968 (2 sp.)
- Caecilita Wake & Donnelly, 2009 (1 sp.)
- Luetkenotyphlus Taylor, 1968 (1 sp.)
- Microcaecilia Taylor, 1968 (9 sp.)
- Mimosiphonops Taylor, 1968 (2 sp.)
- Parvicaecilia Taylor, 1968 (2 sp.)
- Siphonops Wagler, 1828 (5 sp.) (tipo)